# George F. Lau
George F. Lau (Highland Park, California, 26 de septiembre de 1969) es un antropólogo, docente universitario e investigador estadounidense especializado en la cultura Recuay, cultura arqueológica de los Andes de Áncash en Perú.

## Excavaciones en Perú
Ha excavado los sitios arqueológicos de Chinchawas, Yayno y Pashas en Áncash.

## Obras principales

### Libros
- 2016. An archaeology of Ancash: stones, ruins and communities in Andean Peru (en inglés). ISBN 9781138898998.
- 2013. Ancient alterity in the Andes: a recognition of others (en inglés). Routledge. ISBN 9781136193576.
- 2011. Andean Expressions: Art and Archaeology of the Recuay Culture. University of Iowa Press. ISBN 9781587299742. doi:10.2307/j.ctt20mvf33.

### Artículos
- 2002. «Feasting and Ancestor Veneration at Chinchawas, North Highlands of Ancash, Peru». Latin American Antiquity (en inglés) 13 (3): 279-304. ISSN 1045-6635. doi:10.2307/972112.
- 2004. «Object of Contention: an Examination of Recuay-Moche Combat Imagery». Cambridge Archaeological Journal (en inglés) 14 (2): 10-21. ISSN 0959-7743. doi:10.1017/S0959774304000113.
- 2010. «Culturas y lenguas antiguas de la sierra norcentral del Perú: una investigación arqueolingüística». Boletín de Arqueología PUCP (14): 141-164.